# 舒传贤
舒传贤（1899年—1931年），字揖堂，又名公甫、唯宁，中國安徽霍山人。中国共产党早期人物。

## 生平
舒传贤出生在舒家庙，15岁時家族资助他到县城内的第一高等小学读书上学。1919年春天，舒传贤考入安徽省立第一甲种工业学校，5月6日，舒传贤以第一甲等工业学校的代表身份参加在政法专门学校召开的安庆全市学生代表紧急大会，大会代表一致同意成立安徽学生团（後來改名“安徽中等以上学校学生临时联合会”，最後定名为“安徽全省学生联合会”，简称“安徽省学联），舒传贤参加学生团的领导工作。5月8日，安庆一万多名学生集会游行声援五四运动。

### 組織遊行示威
1921年6月2日，舒传贤以及其他學生們反对安徽省督军倪嗣冲削减全省教育经费，在安徽省学联和安徽省教師联合会派出代表向省议会请愿时，有多人被军警打伤，1人被扣留。舒传贤和其他学生领袖一起发动近万名学生游行示威，安徽军务帮办马联甲（倪嗣冲内侄）下令军警用刺刀和棍棒殴打示威学生，造成傷亡，有50多名学生受伤，一人死亡，死者為安庆省立第一师范学校学生姜高琦，引發安徽学生运动史上的“六二惨案”。舒传贤隨後组织领导六二学潮，擔任安徽省社会主义青年团学生运动委员会委员长和安徽省学生联合会会长。

### 赴日留學
1922年秋，舒传贤赴日本留学。1924年，他在东京加入日本青年团组织，担任朝鲜、台湾、中国留学生东京特别支部书记和留日学生总会交际部部长。

### 加入中国共产党
舒传贤在1926年回国後加入中国共产党。北伐战争爆發後，他被中共派往广州从事党务工作。翌年春天，他以全国总工会代表身份回安庆，同年3月20日，九江发生的暴动波及安庆，舒传贤等人因事先收到密告而脫難。同年6月19日，全国第四次劳动大会在武汉召开，舒传贤当选为中华全国总工会执行委员，后又被任命为中共安徽省临时委员会工委书记。8月7日，中央召开紧急会议后，舒传贤被派回家乡开展农民运动。他回到家乡霍山後成立中共霍山县第一个党支部，並任職书记，同时以留学生身份获得国民党霍山县党务指导委员会执行委员职务，组织农民打击在河南作亂的土匪李老末。1929年1月，中共霍山县第一次代表大会召开，成立了第一届中共霍山县委，舒传贤当选为书记。7月，中共六安县第三次代表大会开幕，他以省临委巡视员身份主持了霍山、霍邱、英山、寿县、合肥、六安6县党组织联席会议，成立“六霍暴动”总指挥部，舒传贤任六霍军事委员会书记兼暴动总指挥。此后的几月內，皖西一帶爆发了数十次农民暴动，讓共產黨獲得了上万平方公里的根据地。
六霍暴动成功后，国民政府调动大批军队圍攻皖西苏区。1930年1月下旬，中共六安中心县委在流波碴召开常委会议，确定组建红军第三十三师，由舒传贤主持，开展武装斗争，以反擊国民政府的圍攻，後來红三十三师纳入中国工农红军第一军建制，另将皖西各县地方武装编为两个独立师，并在各根据地办起修械所、经济合作社、印刷厂、红军医院、干部学校。後來因工作勞苦和戰事频繁的關係，舒传贤患上肺结核，经常吐血。其後他率領部队撤回苏区，为避免更大牺牲，他遂率皖西红军、赤卫队转战豫南。1931年4月，中共鄂豫皖中央分局成立，舒传贤任分局委员兼组织部长。同年，他因抵制张国焘路线，与妻子陈清如（时任霍山县苏维埃妇女主任）同时在湖北黄安被暗杀。